# Simon Nora
Pour les articles homonymes, voir Nora.
Simon Nora, né le 21 février 1921 à Paris où il est mort le 5 mars 2006, est un haut fonctionnaire et homme d'affaires français. Il a notamment été conseiller politique et directeur de l'ENA et président du conseil d'administration de la branche française de la banque Lehman Brothers.

## Biographie
Juif ashkénaze, fils du médecin Gaston Nora et de Julie Lehman, frère de l'historien Pierre Nora, il participe à la Résistance dès 1942 dans le Jura puis dans le Vercors.
Il étudie à l'École nationale d'administration (ENA) dans la promotion France combattante (1946-1947).
Marié en janvier 1947 à Marie-Pierre de Cossé-Brissac (fille de Pierre de Cossé Brissac), avec laquelle il a deux enfants, il divorce, pour se remarier, en mai 1955, avec Léone Georges-Picot, avec laquelle il a trois enfants.
Il meurt à Paris le 5 mars 2006, des suites d'un cancer. Alain Minc dit de lui : « L'action, pour lui, se mesurait au bon dosage de la rébellion. Trop de rébellion, c'était l'impasse ; insuffisamment de rébellion, le conservatisme bourgeois. Nora était, de ce point de vue, l'illustration qu'au cœur même du système un homme peut se construire un espace de liberté. »[pertinence contestée]

### Carrière
Après l'ENA, il entre en 1947 à l'Inspection générale des finances et devient rapidement un spécialiste des questions économiques.
En 1952, il est secrétaire général de la Commission des comptes de la nation, à l'époque présidée par Pierre Mendès France.
Proche de Jean-Jacques Servan-Schreiber et de Françoise Giroud, il participe aux débuts de L'Express en 1953. Il en anime les pages économiques participant ainsi à la popularisation de certaines notions dans l'opinion.
Avec Servan-Schreiber, il est l'un des conseillers de l'ombre dans le cabinet de Pierre Mendès France lors de son éphémère gouvernement de sept mois. Il rédige en partie les discours que le président du Conseil prononce tous les samedis à la radio – les « causeries du samedi » – pour expliquer aux Français son action.
Il est chargé de mission au cabinet de Jacques Chaban-Delmas à Matignon de 1969 à 1972, et est avec Jacques Delors l'auteur du fameux discours sur la « Nouvelle Société » prononcé par Chaban-Delmas en septembre 1969.
Directeur général du groupe Hachette en 1971, il participe l'année suivante au lancement de l'hebdomadaire Le Point. Il retourne dans l'Administration en 1974.
Il est directeur de l'École nationale d'administration entre 1982 et 1986. En 1986, Il entre à Paris à la banque Shearson Lehman Hutton comme Senior International Adviser, banque d'investissement devenue Lehman Brothers International Inc., et en 1987 il devient président du conseil de surveillance puis jusqu'en 1995 du conseil d'administration de Lehman Brothers (France), filiale française du groupe américain.
D'après Jean-Michel Quatrepoint, le pantouflage de Simon Nora a marqué « le coup d’envoi en France de cette stratégie de l’influence, que d’aucuns pourraient qualifier de trafic d’influence, », permettant au monde des affaires de faire prévaloir ses intérêts en recrutant des hauts fonctionnaires, bénéficiant ainsi de leur carnet d'adresses.
Il est également membre fondateur du Club Jean Moulin et de la Fondation Saint-Simon.

#### Rapports
En avril 1967, il est l'auteur d'un rapport sur les entreprises publiques remis à Georges Pompidou. Ce rapport propose une gestion plus stricte. L'une de ses orientations consiste à « restituer aux entreprises publiques une mission conforme à leur nature d'entreprise […] et une autonomie qui leur est indispensable pour s'acquitter de cette mission. » Le rapport reste secret. Il est partiellement diffusé après les événements de mai 1968.
En 1976, il est l'auteur avec Bertrand Eveno d'un rapport sur la politique du logement.
Il écrit avec Alain Minc un célèbre rapport sur l'informatisation de la société, publié en décembre 1977. Dans ce rapport, il invente le mot et le concept de télématique et préfigure le lancement du réseau Minitel. Il y pose aussi des jalons quant aux risques pour les libertés individuelles (notamment les données à caractère privé), et la manière de s'en prémunir. Publié, il devient un succès d'édition.

#### Citations
« Les énarques d'aujourd'hui sont aussi compétents, sinon plus, que ceux de ma génération. C'est l'esprit du temps qui a changé. Je suis entré dans la fonction publique comme j'étais entré dans le maquis : pour servir la nation.
La perversion actuelle de la fonction publique est due à sa politisation. Pour faire carrière, il faut se donner une couleur politique, miser sur le bon cheval. Aussi, à chaque alternance politique, les hauts fonctionnaires ont-ils été limogés par le nouveau pouvoir. J'estime néanmoins que l'ENA a joué — et joue toujours — un rôle important : elle crée des liens personnels, des affinités entre jeunes gens aux opinions différentes, et cela renforce la déontologie du personnel politique : on ose moins se détourner du droit chemin lorsqu'on est jugé par ses pairs. »

— Interview de Simon Nora dans Alessandro Giacone, Paul Delouvrier, Cinquante ans au service de la France et de l'Europe, Paris, éditions Descartes et cie, 2004

## Distinctions
- Commandeur de la Légion d'honneur
- Croix de guerre 1939–1945

## Publications
- Rapport sur les entreprises publiques, La Documentation française, Paris, 1968
- L'Amélioration de l'habitat ancien, La Documentation française, Paris, 1975
- L'Informatisation de la société, avec Alain Minc, rapport au président de la République, La Documentation française, Paris 1978. Également publié au Seuil, Paris, 1978  (ISBN 2-02-004974-0)

## Littérature
- Pierre Nora, Jeunesse; Paris (NRF-Gallimard), 2021; 237 p.;  (ISBN 978-2-07-293867-2). - Nombreuses pages consacrées à Simon Nora.